# Thực vật rừng
Thực vật rừng hay cây rừng gồm tất cả các loài cây, loài dây leo, loài cỏ thuộc thực vật bậc cao có mạch phân bố trong rừng. Chúng là thành phần chính của hệ sinh thái rừng và là nguồn tài nguyên quan trọng mang lại nhiều lợi ích cho con người.
Ở từng nơi, từng lúc thành phần thực vật rừng có thể thay đổi; đó là kết quả sinh trưởng phát triển của từng loài và sự thích ứng của chúng với những biến động của nhân tố ngoại cảnh. Vì vậy, thực vật rừng ở mỗi địa phương trong thời điểm nhất định không chỉ phản ánh hiện trạng tài nguyên, tính đa dạng sinh học mà còn phản ánh tình trạng môi trường rừng. Nơi lập địa khắc nghiệt thành phần thực vật thường đơn giản, chất lượng thấp; nơi lập địa tốt, ít bị tác động không những chất lượng rừng cao mà thành phần thực vật rừng cũng phong phú đa dạng.

## Vai trò thực vật rừng trong tự nhiên
Thực vật nói chung và thực vật rừng nói riêng là loại sinh vật duy nhất trên trái đất có khả năng quang hợp tạo nên sinh chất nuôi sống mình và nuôi sống các sinh vật khác góp phần quan trọng vào chu trình tuần hoàn vật chất và năng lượng. Thực vật rừng là nguồn tài nguyên thiên nhiên có khả năng tái tạo cung cấp cho loài người từ lương thực, thực phẩm đến các nguyên liệu, nhiên liệu dùng trong công nghiệp, các loại thuốc chữa bênh, và các vật liệu sử dụng hàng ngày. Quần thể thực vật rừng tạo nên môi trường sinh thái thích hợp là nơi cư trú cho nhiều loài sinh vật, nó cũng góp phần cải tạo môi trường không khí, đất và nước làm tăng vẻ đẹp nơi sống của con người.

## Thực vật rừng ở Việt Nam
Việt Nam nằm trong vùng lục địa Đông Nam Á thuộc khu vực Cổ nhiệt đới, là các nôi của thực vật hạt kín lại là giao điểm của các luồng thực vật di cư từ các khu hệ thực vật lân cận (Hệ thực vật Malaixia-Indonesia, hệ thực vật Himalaya-Vân Nam Quý Châu, hệ thực vật Ấn Độ-Mianma) nên thành phần thực vật rất đa dạng và phong phú. Theo các tài liệu công bố gần đây, thực vật bậc cao có mạch ở Việt Nam có thể lên tới 12.000 loài. Tuy nhiên trong điều kiện hạn chế nên chúng ta mới chỉ ưu tiên quan tâm tới những loài cây gỗ, cây cỏ, dây leo bậc cao đang có nguy cơ bị tiêu diệt, cùng những loài cây có giá trị lâm sinh và kinh tế.